# Noget med mennesker
Noget med mennesker er en dokumentarfilm instrueret af Marianne Kjær, der også har skrevet filmens manuskript.

## Handling
Et billede af arbejdet som hjemmehjælper, der viser de vigtigste sider af den opgave, det er at yde god bistand, pleje og omsorg til andre mennesker. Samarbejdet mellem borger og hjælper vises – og hvor afgørende det er, at hjælperen har de rette personlige forudsætninger og er åben overfor det menneske, der skal hjælpes. Hvordan er det at være fremmed i andre menneskers hjem og samtidig være deres hjælper? Forskelle og ligheder i de gamles livsformer, kultur og familiemønstre kommer også klart frem.